# (13689) Succi
(13689) Succi (1997 RO7) – planetoida z pasa głównego asteroid okrążająca Słońce w ciągu 5,63 lat w średniej odległości 3,16 j.a. Odkryta 9 września 1997 roku.